# Fujisada Takaaki
Takaaki Fujisada (sinh ngày 30 tháng 7 năm 1988) là một cầu thủ bóng đá người Nhật Bản.

## Sự nghiệp câu lạc bộ
Takaaki Fujisada đã từng chơi cho Fagiano Okayama.